# Venkovská usedlost v Řeporyjích
Venkovská usedlost v Řeporyjích v Praze stojí na východní straně původní Řeporyjské návsi. Je chráněna jako nemovitá kulturní památka České republiky; do areálu patří obytná budova, sýpka, stodola, stáje a dvě brány.

## Popis
Obytná budova stojí na severozápadní straně obdélného dvora. Na východní straně k ní přiléhá původní sýpka a hospodářská přízemní budova. Na jižní straně areálu stojí patrová hospodářská budova a na východní stodola a drobná přízemní hospodářská budova. Dvůr má na západě a východě brány; za východní se rozkládá velká zahrada.
U stodoly bylo postaveno několik nových přístavků. Jižní hospodářská budova je ve velmi špatném stavebním stavu.